# آردمور (مریلند)
آردمور (به انگلیسی: Ardmore) یک منطقهٔ مسکونی در ایالات متحده آمریکا است که در مریلند واقع شده است.